# Duché de Cujavie
1233–1267
Entités précédentes :
- Duché de Mazovie

Entités suivantes :
- Duché d'Inowrocław
  Duché de Brześć

Le duché de Cujavie (en polonais : Księstwo kujawskie) est un ancien duché médiéval de Pologne. Il est séparé du duché de Mazovie lors de la partition féodale du royaume au Moyen Âge tardif, vers l'an 1233, et régi par le duc Casimir Ier issu de la maison Piast jusqu'à ce qu'il est partagé à nouveau en 1267.
Le territoire du duché correspond à la région de Cujavie s'étendant de la rive ouest de la Vistule au cours supérieur de la Noteć. La capitale était à Inowrocław.

## Histoire
Pendant le haut Moyen Âge, la région de Cujavie située en Pologne centrale était peuplée par la tribu slave des Goplanes, mentionnée par le Géographe bavarois. Au Xe siècle, leur chef-lieu Kruszwica fut incorporé dans le premier État des Polanes en Grande-Pologne sous le règne de la maison Piast. Lors de la fragmentation du royaume de Pologne à la mort de Boleslas III Bouche-Torse en 1138, les domaines sont passés au duché de Mazovie.

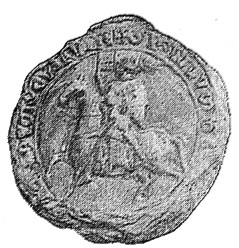
Le sceau de Casimir Ier.

Vers 1233, le duc Conrad Ier de Mazovie crée pour son fils cadet Casimir Ier le duché de Cujavie ayant pour capitale Inowrocław. À la suite de la mort de son père, en 1247, Casimir engagea la guerre contre son frère Siemovit et il a ainsi pu acquérir les duchés de Sieradz et de Łęczyca au sud. L'année suivante, il a également occupé le duché de Dobrzyń à l'est de la Vistule. Sous la pression de son cousin Boleslas V le Pudique, princeps de Pologne, il a remis Sieradz à son fils aîné Lech II le Noir en 1261.
À la mort de Casimir Ier, en 1267, le duché de Cujavie est lui-même divisé entre ses fils. Lech II obtient Łęczyca et le nouveau duché d'Inowrocław, lorsque ses frères cadets Ladislas, Siemovit et Casimir II obtiennent les duchés de Brześć et Dobrzyń. Ladislas est couronné roi de Pologne en 1320. Vers la fin du XIVe siècle, le fief de Cujavie reviendra à la couronne de Pologne.

## Sources
- (pl) Cet article est partiellement ou en totalité issu de l’article de Wikipédia en polonais intitulé « Księstwo kujawskie » (voir la liste des auteurs).